# CoRoT-9 b
CoRoT-9 b est une exoplanète en orbite autour de l'étoile CoRoT-9, située dans la constellation du Serpent, à 1 500 années-lumière du système solaire.

## Découverte
La découverte de cette planète est annoncée le 17 mars 2010 par l'équipe de la mission CoRoT, menée sous l'égide de la France, après l'observation photométrique en continu du satellite CoRoT pendant 145 jours de l'été 2008 et les observations du spectrographe HARPS,.
L'orbite de la planète fait de cette dernière, au moment de sa découverte, celle à l'orbite la plus grande observée chez une planète découverte par la méthode des transits. Elle serait également la première planète découverte semblable à une planète du Système solaire et serait une planète de type Jupiter tempéré plutôt qu'un Jupiter chaud — la planète la plus froide alors découverte par transit —. Ces données sont dues au fait qu'elle orbite environ 10 fois plus loin que les Jupiter chaud découverts jusqu'alors,.

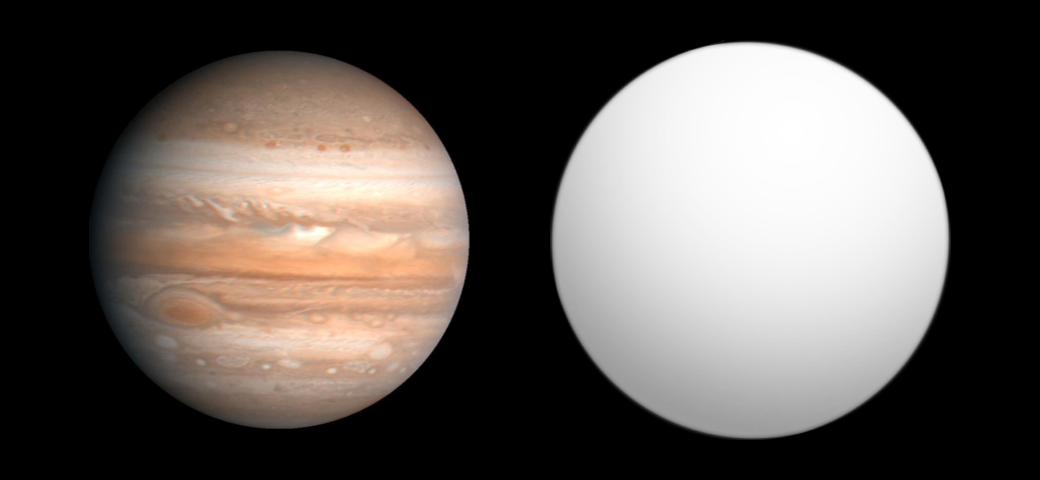
Vue d'artiste comparant CoRoT-9b et Jupiter

## Composition
CoRoT-9b serait principalement composée d'hydrogène et d'hélium. On estime que la planète serait légèrement moins chaude que Mercure, car son étoile est moins chaude que le Soleil. On pense que si elle possédait un satellite tels Titan ou Encelade avec un intervalle de température de 0-50 °C, celui-ci pourrait éventuellement contenir de l'eau liquide.